# The End Is Here
The End Is Here é o último álbum editado pela banda Five Iron Frenzy, lançado a 20 de Abril de 2004.
É um disco duplo, o primeiro contém o último álbum de estúdio com bónus e o segundo é gravado ao vivo.

## Faixas

### Disco 1
1. "Cannonball" – 3:44
2. "At Least I'm Not Like All Those Other Old Guys" – 2:09
3. "So Far, So Bad" – 3:03
4. "New Years Eve" – 3:53
5. "American Kryptonite" – 3:15
6. "It Was Beautiful" – 2:47
7. "Wizard Needs Food, Badly" – 3:12
8. "Farewell to Arms" – 4:03
9. "See the Flames Begin to Crawl" – 3:16
10. "Anchors Away" – 3:32
11. "Something Like Laughter" – 3:13
12. "That's How the Story Ends" – 3:38
13. "On Distant Shores" – 5:17
14. "The Cross of St. Andrew" (Faixa nova) - 34:10 
  - Filmagens do concerto (Faixa escondida)
  - Gravação da banda a dizer "Let's play some more songs" (Faixa escondida)

### Disco 2
1. "Intro" – 0:13
2. "Old West" – 2:14
3. "Handbook for the Sellout" – 3:31
4. "Where 0 Meets 15" – 4:20
5. "Cannonball" – 3:19
6. "Blue Comb '78" – 4:23
7. "At Least I'm Not Like All Those Other Old Guys" – 1:59
8. "You Probably Shouldn't Move Here" – 4:03
9. "Oh, Canada" – 3:56
10. "When I Go Out" – 1:45
11. "See the Flames Begin to Crawl" – 3:13
12. "Vultures" – 3:26
13. "You Can't Handle This" – 4:42
14. "American Kryptonite" – 3:05
15. "The Phantom Mullet" – 3:12
16. "Medley" – 9:13 
  - Também conhecido como "The Medley of Power Ballads and Bad Taste".
17. "A New Hope" – 2:35
18. "World Without End" – 6:03
19. "Every New Day" – 13:31